# マインフランク語
マインフランク語（マインフランクご、英: Main-Franconian、独: Mainfränkisch）は上部ドイツ語に属する言語（または、方言）である。

## 言語名別称
- マインフランケン語
- マインフランケン方言
- フランコニア語
- マイン＝フランコニア語
- マイン＝フランケン方言
- Mainfränkisch
- Franconian
- Main-Franconian
- Franconian, Eastern
- Ostfränkisch
- Upper Franconian